# To the Moon and Back
«To the Moon and Back» (с англ. — «До Луны и обратно») — песня австралийской группы Savage Garden. Была выпущена в Австралии в ноябре 1996 года в качестве второго сингла дебютного альбома Savage Garden. Песня дошла до третьего места в UK Singles Chart, попала в 25 лучших песен чарта Billboard Hot 100, а также стала первым синглом группы, достигшим первого места в чарте Австралии.

## Выпуск сингла и коммерческий успех
После международного успеха дебютного сингла группы «I Want You» на следующую песню возлагались большие надежды. В первом чарте в США сразу после выхода сингл «To the Moon and Back» вошел в топ-40 Hot 100 всего на одну неделю, достигнув пика на 37-м месте в последнюю неделю августа 1997 года. В Великобритании сингл был первоначально выпущен в сентябре 1997 года, и не попал в топ-40, остановившись на 55-м месте.
Впоследствии сингл «Truly Madly Deeply» стал еще большим хитом, попав на 1-е место в нескольких странах, включая чарты Hot 100 и Hot Adult Contemporary Tracks в США, где он побил рекорд как самый продолжительный сингл на тот момент в чартах Adult Contemporary.
После такого успеха группа решила, что сингл «To the Moon and Back» также может стать хитом, и поэтому вместо того, чтобы создавать четвертый сингл, они решили немного изменить сингл и переиздать его на международном уровне в 1998 году. На этот раз песня достигла пика на 24-м месте в США, улучшив свой первый показатель, но все еще не став тем хитом, на который так надеялась группа. Однако, в Великобритании сингл дебютировал на 3-м месте, став самым крупным хитом Savage Garden в стране.

## Критика
Ларри Флик из Billboard написал:
Этот трек не пытается имитировать причудливый, почти новый звук своего предшественника. Вместо этого он подтверждает талант партнеров Даррена Хейса и Дэниела Джонса к созданию сразу же запоминающихся мотивов и мощных припевов. В очередной раз их музыка возвращается к романтическому звучанию 80-х с его мелодраматической смесью синтезаторов и нервных гитар.

## Музыкальное видео
На песню «To the Moon and Back» было снято три разных музыкальных видео. Первый клип, срежиссированный Кэтрин Кейнс и Крисом Бентли, был выпущен во время выхода песни в Австралии и представлял собой чёрно-белое видео. Позже была выпущена танцевальная версия этого клипа.
Второй клип был снят к релизу «To the Moon and Back» в США и Великобритании. Эта версия клипа была снята режиссёром Найджелом Диком в Лос-Анджелесе.
Третья версия видео была выпущена к релизу «To the Moon and Back» в 1998 году. Клип был снят в Нью-Йорке и в нём молодая девушка едет в метро, чтобы встретиться со своими друзьями.

## Трек-лист
| CD1 (1997) 1. «To the Moon and Back» (short edit) — 4:13 2. «To the Moon and Back» — 5:41 3. «To the Moon and Back» (Hani’s Num Club Mix) — 9:18 4. «Memories Are Designed to Fade» — 3:39 CD2 (1997) 1. «To the Moon and Back» — 5:41 2. «To the Moon and Back» (Hani’s Num Radio Edit) — 3:57 3. «To the Moon and Back» (Escape Into Hyperspace Mix) — 4:39 4. «All Around Me» — 4:11 Cassette (1997) 1. «To the Moon and Back» — 5:41 2. «Memories Are Designed to Fade» — 3:39 CD1 (1998) 1. «To the Moon and Back» — 5:41 2. «To the Moon and Back» (Almighty Radio Edit) — 4:05 3. «Truly Madly Deeply» (karaoke version) — 4:38 CD2 (1998) 1. «To the Moon and Back» (1998 Radio Edit) — 3:44 2. «To the Moon and Back» (Almighty Fired Up Mix) — 6:16 3. «To the Moon and Back» (Almighty Definitive Mix) — 6:09 Cassette (1998) 1. «To the Moon and Back» — 5:41 2. «To the Moon and Back» (Almighty Radio Edit) — 4:05 CD (2004) 1. «To the Moon and Back» (Almighty Club Class Radio Edit) — 3:52 2. «To the Moon and Back» (Almighty Club Class Mix) — 8:06 3. «To the Moon and Back» (Almighty Club Class Dub) — 7:09 4. «To the Moon and Back» (Almighty Transensual Mix) — 6:12 5. «To the Moon and Back» (Almighty Fired Up Mix) — 6:51 6. «To the Moon and Back» (Almighty Definitive Mix) — 6:32 7. «Affirmation» (Almighty 2004 Anthem Mix) — 7:13 8. «Affirmation» (Almighty Bangin' Mix) — 10:45 9. «Affirmation» (Almighty Mix) — 8:20 10. «Hold Me» (Almighty Mix) — 9:14 | CD1 (1997) 1. «To the Moon and Back» (long edit) — 5:41 2. «Memories Are Designed to Fade» — 3:39 CD2 (1997) 1. «To the Moon and Back» (short edit) — 4:13 2. «To the Moon and Back» — 5:41 3. «To the Moon and Back» (Hani’s Num Radio Edit) — 3:57 4. «To the Moon and Back» (Escape Into Hyperspace Mix) — 4:39 5. «Memories Are Designed to Fade» — 3:39 CD1 (1998) 1. «To the Moon and Back» (1998 radio edit) — 3:42 2. «To the Moon and Back» (7" Almighty Mix) — 3:48 CD2 (1998) 1. «To the Moon and Back» (1998 radio edit) — 3:42 2. «To the Moon and Back» (7" Almighty Mix) — 3:48 3. «To the Moon and Back» (Almighty Fired Up Mix) — 6:16 4. «To the Moon and Back» (Almighty Definitive Dub) — 6:09 - Australia 1. «To the Moon and Back» (radio version) — 5:09 2. «Santa Monica» — 3:52 3. «Memories Are Designed to Fade» — 3:39 4. «To the Moon and Back» — 5:41 - Japan 1. «To the Moon and Back» (radio version) — 4:32 2. «To the Moon and Back» (Hani’s Num Radio Edit) — 3:57 3. «To the Moon and Back» (Hani’s Num Club Mix) — 9:18 4. «To the Moon and Back» (Hani’s Num Dub) — 5:15 5. «To the Moon and Back» (Escape Into Hyperspace Mix) — 4:39 CD1 (1997) 1. «To the Moon and Back» (long edit) — 5:41 2. «Memories Are Designed to Fade» — 3:39 CD2 (1997) 1. «To the Moon and Back» (radio version) — 4:32 2. «To the Moon and Back» (Hani’s Num Radio Edit) — 3:57 3. «To the Moon and Back» (Hani’s Num Club Mix) — 9:18 4. «To the Moon and Back» (Hani’s Num Dub) — 5:15 5. «To the Moon and Back» (Escape Into Hyperspace Mix) — 4:39 |

## Чарты
| Чарт (1996—1999)                   | Высшая позиция |
| ---------------------------------- | -------------- |
| Австралия (ARIA)                   | 1              |
| Бельгия/Фландрия (Ultratop 50)     | 28             |
| Канада (RPM Top Singles)           | 15             |
| Канада (RPM Adult Contemporary)    | 17             |
| Канада (RPM Rock/Alternative)      | 27             |
| Europe (Eurochart Hot 100)         | 23             |
| Франция (SNEP)                     | 11             |
| Германия (GfK)                     | 14             |
| Greece (IFPI)                      | 4              |
| Iceland (Íslenski Listinn Topp 40) | 27             |
| Ирландия (IRMA)                    | 14             |
| Нидерланды (Dutch Top 40)          | 33             |
| Нидерланды (Single Top 100)        | 35             |
| Новая Зеландия (Recorded Music NZ) | 4              |
| Шотландия (OCC Scotland)           | 4              |
| Швеция (Sverigetopplistan)         | 11             |
| Швейцария (Schweizer Hitparade)    | 16             |
| Великобритания (OCC UK Singles)    | 3              |
| США (Billboard Hot 100)            | 24             |
| США (Billboard Adult Contemporary) | 29             |
| США (Billboard Adult Pop Airplay)  | 17             |
| США (Billboard Pop Airplay)        | 17             |

| Чарт (2017)                     | Высшая позиция |
| ------------------------------- | -------------- |
| Польша (Polish Airplay Top 100) | 94             |

| Чарт (1996)      | Позиция |
| ---------------- | ------- |
| Australia (ARIA) | 72      |

| Чарт (1997)                | Позиция |
| -------------------------- | ------- |
| Australia (ARIA)           | 17      |
| Canada Top Singles (RPM)   | 94      |
| New Zealand (RIANZ)        | 47      |
| Romania (Romanian Top 100) | 32      |
| Sweden (Sverigetopplistan) | 27      |

| Чарт (1998)                          | Позиция |
| ------------------------------------ | ------- |
| Germany (Official German Charts)     | 82      |
| UK Singles (Official Charts Company) | 30      |

| Чарт (1999)   | Позиция |
| ------------- | ------- |
| France (SNEP) | 98      |

| Регион | Сертификация | Продажи  |
| --- | ------------ | -------- |
| Австралия (ARIA) | Платиновый   | 70 000^  |
| Франция (SNEP) | Золотой      | 250 000* |
| Новая Зеландия (RMNZ) | Золотой      | 5000*    |
| Швеция (GLF) | Золотой      | 15 000^  |
| Великобритания (BPI) | Платиновый   | 600 000  |
| * Данные о продажах приведены только на основе сертификации. · ^ Данные о тиражах приведены только на основе сертификации. · Данные о продажах + прослушиваниях приведены только на основе сертификации. |              |          |